# Parque Nacional Nordenskiöld Land

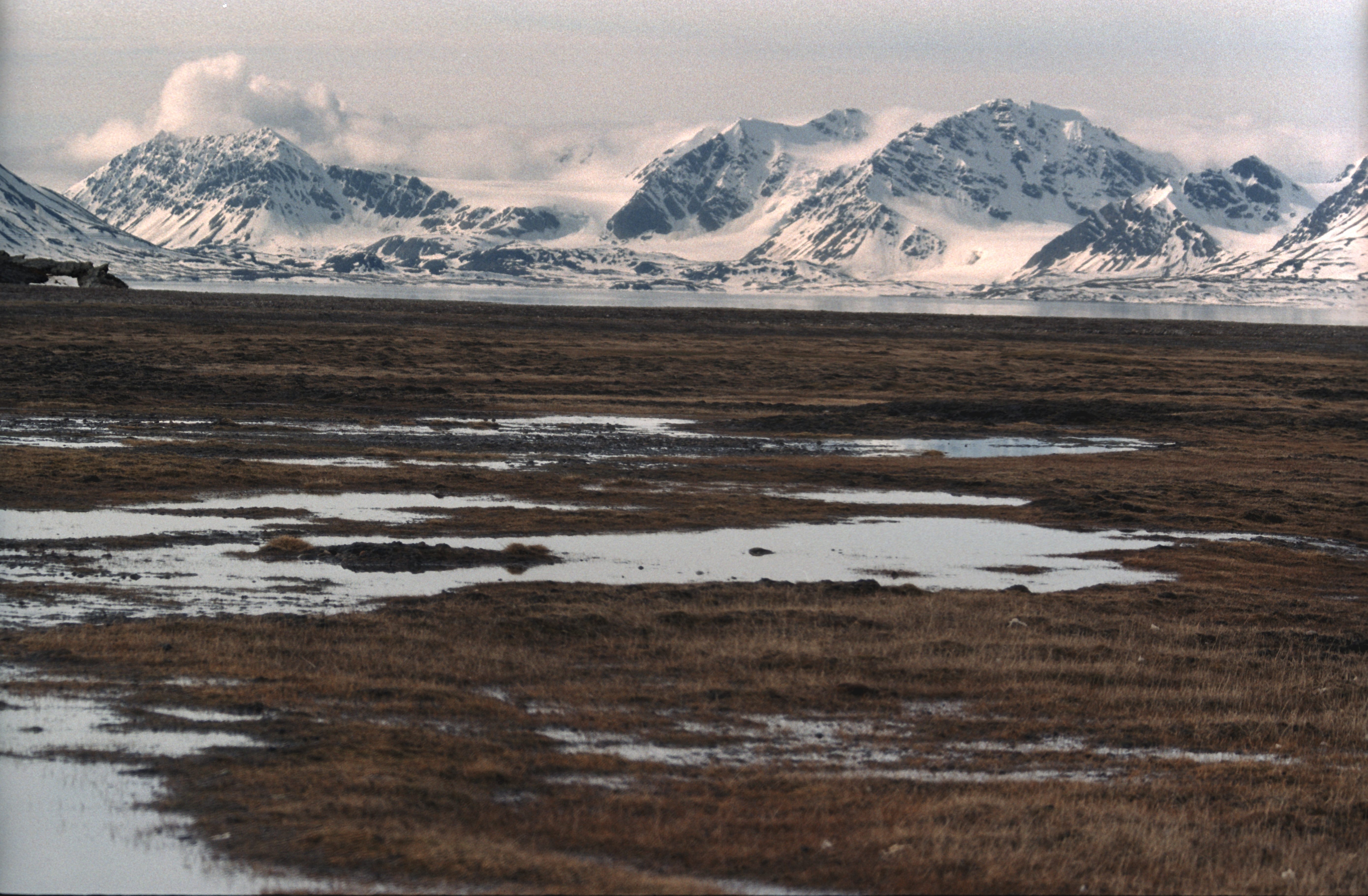
Vista da tundra em Bellsund, no arquipélago de Svalbard, a partir da planície abaixo de Ingeborgfjellet, com o fiorde Bellsund e montanhas ao fundo, como Activekammen, Bohlinryggen e Halvorsenfjellet. Foto de Jerzy Strzelecki, 2003.

O Parque Nacional Nordenskiöld Land (em norueguês:  Nordenskiöld Land nasjonalpark) é uma área protegida na ilha de Spitsbergen, no arquipélago de Svalbard, na Noruega. A sua área inclui também o Reindalen sem gelo. O parque foi inaugurado em 2003.